# Cơ cấu trực thuộc Trung ương Đảng Cộng sản Trung Quốc
Cơ cấu trực thuộc Trung ương Đảng Cộng sản Trung Quốc là các cơ quan trực thuộc Ủy ban Trung ương Đảng Cộng sản Trung Quốc. Một số cơ quan trực thuộc Đảng Cộng sản Trung Quốc, và còn trực thuộc quyền quản lý của Nhà nước được gọi là "nhất cá cơ cấu lưỡng khối tử bài" (1 cơ quan có 2 tên)
Ngoài ra một số cơ quan không thuộc quyền quản lý của Ủy ban Trung ương Đảng là:Ủy ban Quân sự Trung ương Đảng,Ủy ban Kiểm tra Kỷ luật Trung ương Đảng.

## Các cơ quan trực thuộc hiện nay
Tổ chức trực thuộc Ủy ban Trung ương Đảng

### Các phòng ban và cơ quan Trung ương
- Văn phòng Trung ương Đảng
- Ban Tổ chức Trung ương Đảng Cộng sản Trung Quốc (gọi tắt Ban Tổ chức Trung ương)
- Ban Tuyên truyền Trung ương Đảng Cộng sản Trung Quốc (gọi tắt Ban Tuyên truyền Trung ương)
- Ban Công tác Mặt trận Thống nhất Trung ương Đảng Cộng sản Trung Quốc (gọi tắt Ban Công tác Mặt trận Trung ương)
- Ban Liên lạc Đối ngoại Trung ương Đảng Cộng sản Trung Quốc (Ban Liên lạc Đối ngoại Trung ương)
- Ủy ban Chính trị và Pháp luật Trung ương (gọi tắt Ủy ban Chính Pháp Trung ương)
- Văn phòng Nghiên cứu Chính sách Trung ương (gọi tắt Văn phòng Nghiên Sách Trung ương)
- Văn phòng Công tác Đài Loan Trung ương (gọi tắt Văn phòng sự vụ Đài Loan Quốc vụ viện)
- Văn phòng Tân Văn Quốc vụ viện (SCIO:Văn phòng Tin tức Quốc vụ viện)
- Cục Cảnh vệ Văn phòng Trung ương Đảng Cộng sản Trung Quốc (gọi tắt Cục Cảnh vệ Văn phòng Trung ương)

### Cơ cấu điều phối nghị sự trực thuộc Trung ương
- Tiểu ban Lãnh đạo Tài chính Kinh tế Trung ương
  - Văn phòng Tiểu ban Lãnh đạo Tài chính Kinh tế Trung ương
- Tiểu ban Lãnh đạo tin tức hòa và an ninh mạng Trung ương (Tiểu ban Tín hóa Tức hòa an toàn web TW)
- Tiểu ban Công tác Lãnh đạo Đài Loan Trung ương
  - Văn phòng Công tác Đài Loan Trung ương (gọi tắt Văn phòng sự vụ Đài Loan Quốc vụ viện)
- Tiểu ban Công tác Lãnh đạo Đối ngoại Trung ương
  - Văn phòng Tiểu ban Công tác Lãnh đạo Đối ngoại Trung ương
- Tiểu ban Công tác Lãnh đạo An toàn Quốc gia Trung ương
  - Văn phòng Tiểu ban Công tác Lãnh đạo An toàn Quốc gia Trung ương
- Ủy ban Biên chế Cơ cấu Trung ương
  - Văn phòng Ủy ban Biên chế Cơ cấu Trung ương
- Tiểu ban Công tác Lãnh đạo Nông thôn Trung ương
  - Văn phòng Tiểu ban Công tác Lãnh đạo Nông thôn Trung ương
- Tiểu ban Công tác Lãnh đạo Cải cách Xứng chức Trung ương (Tiểu ban Công tác Lãnh đạo Cải cách Xứng đáng Chức vụ Trung ương)
- Tiểu ban Công tác Lãnh đạo Kiến thiết trong Đảng Trung ương
- Tiểu ban Công tác Lãnh đạo Tư tưởng Tuyên truyền Trung ương
  - Văn phòng Tân Văn Quốc vụ viện
- Ủy ban Quản lý toàn diện An sinh xã hội Trung ương
  - Văn phòng Ủy ban Quản lý toàn diện An sinh xã hội Trung ương
- Ủy ban Chỉ đạo Kiến thiết Văn Minh Tinh thần Trung ương 
  - Văn phòng Ủy ban Chỉ đạo Kiến thiết Văn Minh Tinh thần Trung ương
- Ủy ban Bảo mật Trung ương
  - Văn phòng Ủy ban Bảo mật Trung ương (Cục Bảo mật Quốc gia)
- Tiểu ban Công tác lãnh đạo Mật mã Trung ương
  - Văn phòng Tiểu ban Công tác Lãnh đạo Mật mã Trung ương (Cục Quản lý Mật mã Quốc gia)
- Tiểu ban Công tác Đả kích Hoạt động Xuất bản Phi pháp,Vận động Xóa bỏ Xuất sắc Toàn Quốc
  - Văn phòng Tiểu ban Công tác Đả kích Hoạt động Xuất bản Phi pháp,Vận động Xóa bỏ Xuất sắc Toàn Quốc
- Tiểu ban Lãnh đạo điều hành và xử lý các vấn đề Tà giáo Trung ương
  - Văn phòng Tiểu ban Lãnh đạo và xử lý các vấn đề Tà giáo Trung ương (Văn phòng điều hành và xử lý các vấn đề dị giáo Quốc Vụ Viện)
- Tiểu ban Công tác Lãnh đạo Giữ gìn Ổn định Trung ương
  - Văn phòng Tiểu ban Công tác Lãnh đạo Giữ gìn Ổn định Trung ương
- Tiểu ban Công tác Điều phối Nhân tài Trung ương (Tiểu ban Tìm kiếm Điều phối Nhân tài Phía Tây Trung ương)
- Tiểu ban Công tác Lãnh đạo Cải cách Thể chế Văn hóa Trung ương
- Tiểu ban Công tác Điều phối Hồng Kông và Macao Trung ương
  - Văn phòng Sự vụ Hồng Kông và Macao Quốc vụ viện
- Tiểu ban Lãnh đạo Trị lý Hối lộ Thương nghiệp Trung ương
- Tiểu ban Điều phối chuyên trách đấu tranh trừ ác đả hắc Toàn quốc
  - Văn phòng Tiểu ban Điều phối chuyên trách đấu tranh trừ ác đả hắc Toàn quốc (Cục Trinh sát Điều tra Hình sự Bộ Công an Cộng hòa Nhân dân Trung Hoa)
- Tiểu ban Công tác Lãnh đạo Công khai Công tác Đảng Trung ương
- Tiểu ban Công tác Lãnh đạo Tuần hành thị sát Trung ương
  - Văn phòng Tiểu ban Công tác Lãnh đạo Tuần hành thị sát Trung ương (Văn phòng Công tác Tuần hành thị sát Bộ Giám sát Cộng hòa Nhân dân Trung Hoa)
- Tiểu ban Lãnh đạo hoạt động ưu tú Đảng viên Đảng Cộng sản,nền tảng tổ chức Đảng sáng kiến tiên tiến Trung ương
- Tiểu ban Công tác Lãnh đạo Điều phối Khu vực Tây Tạng Trung ương
- Tiểu ban Công tác Điều phối Khu vực Tân Cương Trung ương
- Tiểu ban Công tác Điều phối Phản Hủ bại Trung ương
  - Văn phòng Phòng chống Hủ bại Bộ Giám sát Cộng hòa Nhân dân Trung Hoa
- Ủy ban Bảo vệ Sức khỏe Trung ương
  - Cục Bảo vệ Sức khỏe Bộ Y tế Cộng hòa Nhân dân Trung Hoa
- Tiểu ban Công tác Lãnh đạo Cải cách Hiến pháp Nhà nước Trung ương (Không thường xuyên)

### Cơ cấu phái từ Trung ương
- Ủy ban Công tác Cơ quan Trực thuộc Trung ương Đảng Cộng sản Trung Quốc
- Ủy ban Công tác Cơ quan Nhà nước Trung ương Đảng Cộng sản Trung Quốc

### Đơn vị sự nghiệp trực thuộc Trung ương
- Trường Đảng Trung ương Đảng Cộng sản Trung Quốc
- Văn phòng Nghiên cứu Văn hiến Trung ương Đảng Cộng sản Trung Quốc
- Văn phòng Nghiên cứu Lịch sử Đảng Trung ương Đảng Cộng sản Trung Quốc
- Cục Biên dịch Trung ương Đảng Cộng sản Trung Quốc
- Nhân dân Nhật báo
- Tạp chí "Cầu thị"
- Quang Minh Nhật báo
- Học viện Cán bộ Phố Đông Trung ương
- Học viện Cán bộ Tỉnh Sơn Cương Trung ương
- Học viện Cán bộ Diên An Trung ương